# (31803) 1999 LN32
1999 LN32 (asteroide 31803) é um asteroide da cintura principal. Possui uma excentricidade de 0.19931000 e uma inclinação de 14.78286º.
Este asteroide foi descoberto no dia 6 de junho de 1999 por CSS em Catalina.